# Gérard Gnanhouan
Amoukou Gérard Gnanhouan (Adzope, 1979. február 12. –) elefántcsontparti válogatott labdarúgó.

## Külső hivatkozások
- Gérard Gnanhouan Transfermarkt
- Gérard Gnanhouan adatlapja a National-Football-Teams.com oldalon (angolul)